# Young Americans (album)
Vous lisez un « bon article » labellisé en 2019.
Pour les articles homonymes, voir Young Americans.
Albums de David Bowie
David Live
(1974) Station to Station
(1976)
Singles
1. Young Americans
Sortie : 17 février 1975
2. Fame
Sortie : 25 juillet 1975

Young Americans est le neuvième album studio de David Bowie, sorti en mars 1975 chez RCA Records.
Il s'agit du premier album de Bowie entièrement réalisé aux États-Unis. Le chanteur abandonne le glam rock qui l'a rendu célèbre avec son personnage de Ziggy Stardust au cours des deux années précédentes au profit d'une musique inspirée par la soul et le funk, des genres qu'il a toujours appréciés. La plupart des titres sont enregistrés à Philadelphie entre août et novembre 1974 avec des musiciens américains, parmi lesquels le guitariste portoricain Carlos Alomar, qui continue à travailler avec Bowie tout au long des années 1970, ainsi qu'un jeune Luther Vandross encore inconnu.
Dans un deuxième temps, Bowie enregistre deux chansons à New York avec John Lennon en janvier 1975. L'une d'elles, Fame, devient son premier single à se classer en tête des ventes aux États-Unis. Ce virage artistique est un succès aussi bien commercial que critique et permet à Bowie de percer sur le sol américain. La vision lissée du rhythm and blues qu'il propose ouvre une voie où s'engouffrent d'autres artistes dans les années qui suivent, à l'époque du disco.

## Histoire

### Contexte

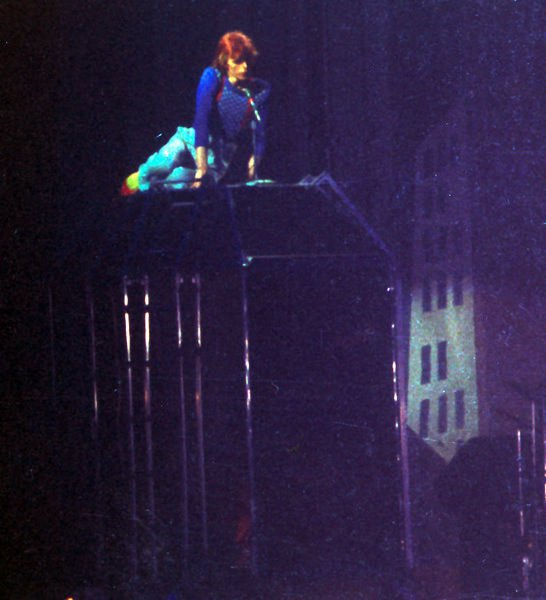
Bowie sur scène le 5 juillet 1974 dans le décor futuriste de la tournée Diamond Dogs.

Le 11 avril 1974, David Bowie arrive à New York à bord du paquebot France. C'est le début d'un séjour de deux ans aux États-Unis, un pays qui fascine le chanteur depuis l'enfance. Avec sa petite amie Ava Cherry, il découvre la scène soul et funk new-yorkaise, et notamment l'Apollo Theater. Il assiste aux performances de groupes comme The Temptations, The Spinners ou The Main Ingredient, absorbant ces influences et louant leurs mérites dans la presse.
La tournée de promotion de l'album Diamond Dogs, sorti le 31 mai, commence le 14 juin par un concert au Forum de Montréal, au Canada. Cette tournée exclusivement nord-américaine se caractérise par un dispositif scénique complexe, avec des décors représentant un paysage urbain post-apocalyptique et de nombreux accessoires. Les musiciens, qui se produisent derrière des draperies noires pendant presque tout le concert pour ne pas détourner l'attention du public, doivent s'en tenir scrupuleusement à leurs partitions tant le spectacle est chorégraphié à la seconde près. Nicholas Pegg, biographe de Bowie, décrit ces performances comme « plus proche[s] d'une comédie musicale que d'un concert de rock normal ». Musicalement, la tournée s'éloigne du glam rock énergique grâce auquel l'artiste s'est fait un nom dans son pays natal au cours des deux années précédentes. Avec l'ajout de saxophones, de flûtes et d'un hautbois, ses chansons sont réinventées dans de nouveaux arrangements écrits par Michael Kamen, à mi-chemin entre le funk, la soul et le son d'un big band digne d'un cabaret de Las Vegas,.
Sur scène, le chanteur abandonne le look androgyne et extra-terrestre de Ziggy Stardust. S'il a toujours les cheveux teints, en orange dorénavant, il est vêtu d'un élégant costume deux-pièces avec veste croisée et pantalon taille haute. Il fait preuve d'une réserve totale vis-à-vis du public, dont il semble ignorer l'existence. Sa forte consommation de cocaïne a des effets significatifs sur sa santé : devenu pâle et émacié, il sombre dans la paranoïa et se montre sujet à de violents changements d'humeur. La dégradation de son état physique et mental est visible dans le documentaire Cracked Actor, filmé durant l'année 1974 par Alan Yentob, ainsi que dans son passage au Dick Cavett Show à la fin de l'année.
C'est également durant cette période que Bowie découvre la véritable nature du contrat qu'il a signé avec son imprésario Tony Defries et sa société MainMan : loin d'en être le propriétaire à 50 %, il n'est en réalité qu'un employé de Defries, qui ne lui reverse qu'une fraction négligeable des bénéfices engrangés grâce à sa musique. L'ambiance de la tournée se dégrade lorsque les musiciens, déjà mécontents d'être presque invisibles sur scène et de loger dans des hôtels bon marché, apprennent que les concerts de juillet à Philadelphie doivent être enregistrés en vue d'un album live. Le bassiste Herbie Flowers lance un ultimatum à Bowie et Defries et obtient que les salaires des musiciens soient revus à la hausse pour ces prestations.

### Enregistrement
Le premier segment de la tournée Diamond Dogs s'achève sur deux concerts à guichets fermés au Madison Square Garden, les 19 et 20 juillet. Durant les six semaines de pause avant le début de la deuxième partie, Bowie commence à travailler sur son prochain album. Il choisit de l'enregistrer aux studios Sigma Sound de Philadelphie, qu'il a eu l'occasion de visiter au cours de la tournée pour un projet abandonné de disque d'Ava Cherry. Les musiciens de studio du groupe MFSB étant occupés sur d'autres projets (à l'exception du percussionniste Larry Washington), le chanteur recrute d'autres accompagnateurs. Des participants de la tournée Diamond Dogs, il ne retient que le pianiste Mike Garson, le saxophoniste David Sanborn et le percussionniste Pablo Rosario. Pour tenir la guitare, il fait appel à Carlos Alomar, dont il a fait la connaissance au mois d'avril. Ce guitariste portoricain a fait partie du groupe résident de l'Apollo Theater et a joué avec James Brown, l'une des idoles d'enfance de Bowie. C'est sur sa recommandation que sont engagés le batteur Andy Newmark (ex-Sly and the Family Stone) et le bassiste Willie Weeks. Le chanteur invite également la femme d'Alomar, Robin Clark, et son ami d'enfance Luther Vandross à participer comme choristes.
Les premières séances de travail prennent place le 8 août. Trois jours plus tard, le producteur Tony Visconti, qui a déjà collaboré avec Bowie pour les albums Space Oddity (1969) et The Man Who Sold the World (1970), arrive d'Angleterre. Malgré le décalage horaire, il supervise le soir même l'enregistrement de la future chanson-titre, Young Americans. En l'espace de deux semaines, une dizaine de chansons supplémentaires sont mises en boîte, parmi lesquelles Right, Somebody Up There Likes Me, Who Can I Be Now, It's Gonna Be Me, Can You Hear Me, After Today, ainsi qu'une nouvelle version de John, I'm Only Dancing, un single sorti en 1972. Cette période de travail effrénée se conclut le 22 août. Dans la soirée, Bowie invite un petit groupe de fans ayant campé devant l'entrée des studios pendant tout ce temps, surnommés « les Sigma Kids », à y entrer pour écouter ses nouvelles chansons.
La tournée Diamond Dogs reprend au début du mois de septembre. Les imposants décors sont rapidement abandonnés, le personnel modifié avec l'arrivée de Carlos Alomar et de cinq choristes supplémentaires et la musique devient beaucoup plus soul, avec l'ajout dans le répertoire scénique de plusieurs reprises comme Knock on Wood d'Eddie Floyd (1966), Here Today and Gone Tomorrow des Ohio Players (1969) ou Foot Stomping des Flares (1961). Quelques-unes des chansons enregistrées en août sont également présentées au public lors de ces concerts : c'est le cas de Young Americans, It's Gonna Be Me, Can You Hear Me et Somebody Up There Likes Me.
Lorsque la tournée repasse par Philadelphie fin novembre, Bowie en profite pour retourner aux studios Sigma Sound afin d'ajouter de nouveaux overdubs aux chansons d'août et commencer le mixage de l'album. Après le dernier concert du Diamond Dogs Tour, le 1er décembre à Atlanta, il se rend aux studios Record Plant de New York pour enregistrer deux nouveaux titres composés sur la route et étrennés sur scène, Fascination et Win. Le premier est issu d'une composition de Vandross, Funky Music (Is a Part of Me), pour laquelle Bowie écrit de nouvelles paroles. Son titre est brièvement envisagé pour être celui de l'album.

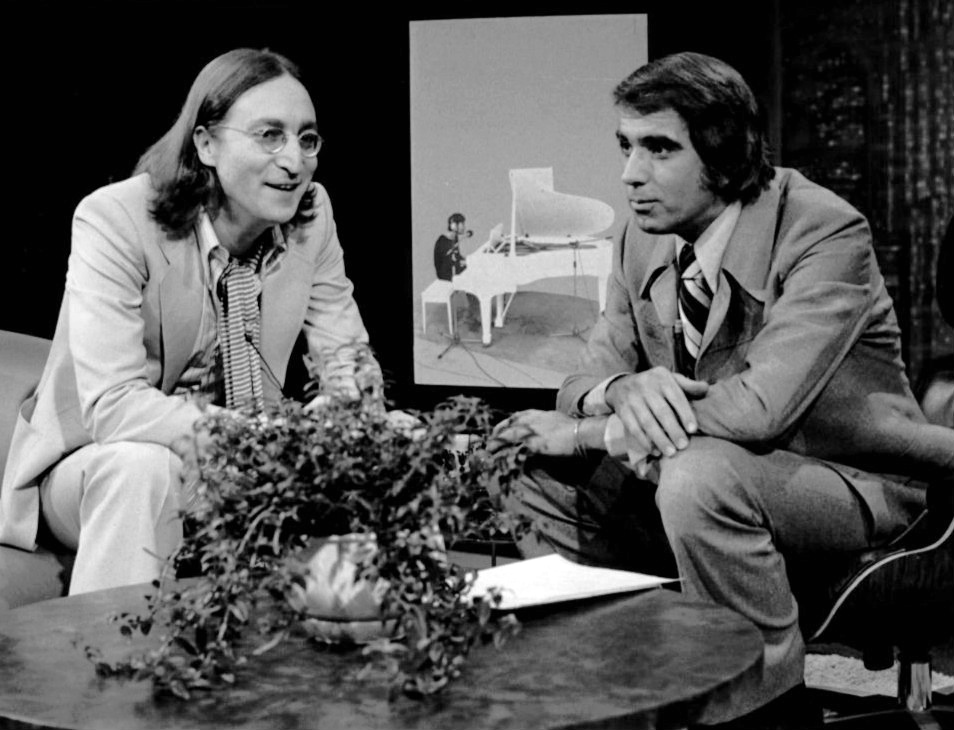
John Lennon interviewé par Tom Snyder en 1975.

En janvier 1975, alors que le travail de mixage se poursuit aux studios Record Plant, Bowie renoue le contact avec John Lennon, dont il a fait la connaissance en septembre lors d'une fête à Los Angeles. L'ex-Beatles est alors en train de réaliser Rock 'n' Roll, son album de reprises de chansons des années 1950, dans le même studio. Visconti rentre à Londres pour continuer à mixer l'album, alors intitulé provisoirement The Gouster, et ajouter des parties orchestrales à Win, Can You Hear Me et It's Gonna Be Me. En son absence, Bowie et Lennon se rendent dans un autre studio new-yorkais, les studios Electric Lady. Accompagnés d'Alomar et de quelques musiciens ayant participé à la fin de la tournée Diamond Dogs (notamment le guitariste Earl Slick et le batteur Dennis Davis), ils se lancent dans un bœuf qui débouche sur l'enregistrement de deux titres produits par Bowie avec l'ingénieur du son Harry Maslin. La première est une reprise d'une chanson des Beatles écrite par Lennon, Across the Universe. Les musiciens tentent ensuite d'interpréter Foot Stomping, mais le résultat est insatisfaisant et Bowie ne conserve que le riff de guitare d'Alomar, qui sert de base à une nouvelle composition sur le côté obscur de la célébrité, dont Bowie comme Lennon ont pu faire l'expérience : Fame. Pour faire de la place à ces deux nouveaux titres, Who Can I Be Now? et It's Gonna Be Me sont écartées de l'album, de même que la nouvelle version de John, I'm Only Dancing. Mis devant le fait accompli, Visconti ne peut que s'incliner.
Young Americans est choisie tardivement comme titre de l'album. Plusieurs autres titres sont envisagés et rejetés durant sa conception, parmi lesquels The Gouster et Fascination, mais aussi Dancin', One Damn Song (d'après les paroles de la chanson-titre), Shilling the Rubes (une expression argotique signifiant « rouler les gogos ») ou Somebody Up There Likes Me.

### Parution et accueil
Young Americans sort le 7 mars 1975. Bowie est alors en pleins démêlés judiciaires avec MainMan et Tony Defries, qui tente en vain d'empêcher la parution de l'album. Le succès commercial est au rendez-vous des deux côtés de l'Atlantique : il se classe no 2 des ventes au Royaume-Uni et no 9 aux États-Unis, où il est certifié disque d'or dès le mois de juillet et reste pendant cinquante-et-une semaines dans le Billboard 200. Les deux singles qui en sont extraits réalisent également des performances notables dans le hit-parade américain : la chanson-titre, publiée en 45 tours deux semaines avant l'album, atteint la 28e place, tandis que Fame, sortie au mois de juillet, se classe en tête des charts fin septembre.
Les critiques sont enthousiastes, en particulier aux États-Unis. Le magazine Billboard est particulièrement séduit par la performance vocale de Bowie, jugée plus sincère et moins forcée que sur ses albums précédents, et estime que cette nouvelle direction va apporter de nouveaux fans au chanteur. Dans Rolling Stone, Jon Landau est moins enthousiaste, mais il considère la chanson-titre comme « un classique » et estime que les meilleurs titres sont ceux où « Bowie combine sa nouvelle passion pour la soul avec sa connaissance de la pop anglaise ». En revanche, pour Robert Christgau dans The Village Voice, il s'agit d'une expérience ratée, même s'il salue la prise de risque qu'elle constitue. Les critiques britanniques sont également circonspects. Michael Watts n'est pas convaincu par l'évolution de Bowie et l'exprime nettement dans Melody Maker, affirmant que l'artiste « est clairement dépourvu du moindre investissement émotionnel dans ses chansons ».

### Postérité
La querelle entre Bowie et Defries, abondamment commentée par la presse, se poursuit durant toute l'année 1975. Au terme de longues négociations, le contrat qui lie le chanteur à MainMan prend fin, mais le désormais ex-manager est garanti de toucher une part significative des bénéfices sur tous les enregistrements que Bowie produira jusqu'en 1982,. Épuisé physiquement et moralement, le chanteur ne donne pas de tournée de promotion pour Young Americans et se distancie rapidement de l'album, qu'il décrit en une occasion comme « le R&B le plus bidon que j'aie jamais entendu ». Il emploie également l'expression « plastic soul » pour en décrire le son. Au printemps 1975, il quitte New York pour Los Angeles, où il laisse libre cours à sa consommation toujours croissante de cocaïne et son intérêt pour l'occultisme,. Ces deux facteurs jouent un rôle déterminant dans la conception de son album suivant, Station to Station, où les influences soul et funk persistent, diluées dans un style plus personnel où perce le son froid et mécanique de la trilogie berlinoise.
Le succès de Young Americans ouvre la voie à d'autres artistes britanniques blancs qui publient des disques teintés de soul dans la foulée, comme le single Philadelphia Freedom d'Elton John ou l'album Atlantic Crossing de Rod Stewart, mais aussi les albums disco des Bee Gees. Sa vision lissée du rhythm and blues inspire également des musiciens noirs, comme James Brown, qui reprend le riff de Fame pour sa chanson Hot (I Need to Be Loved, Loved, Loved), ou George Clinton, qui s'en inspire pour le single de Parliament Give Up the Funk (Tear the Roof Off the Sucker). Michael Jackson poursuit cette démarche avec son album de 1979 Off the Wall.
Avec le recul, Young Americans est considéré de différentes manières par les critiques et les fans de Bowie, qui s'opposent quant à la sincérité de la démarche du chanteur et son éventuelle réussite. Pour Stephen Thomas Erlewine, l'album « s'apprécie davantage quand on le considère comme une aventure stylistique que comme un disque en soi ». Bowie se montre moins négatif après quelques années, le décrivant comme « de la blue-eyed soul blanche plutôt bonne » dans une interview de 1990. Après la mort du chanteur, en janvier 2016, Douglas Wolk salue dans Pitchfork la manière dont Young Americans s'approprie les codes des musiques noires américaines sans jamais avoir l'air opportuniste, même si le disque « sonne parfois comme un artiste qui essaie très fort de montrer à quel point il est imprévisible ». Young Americans est l'un des neuf albums de Bowie qui figurent dans le livre Les 1001 albums qu'il faut avoir écoutés dans sa vie.

## Caractéristiques artistiques

### Paroles et musique
Young Americans marque un changement radical de genre musical pour Bowie. Si son précédent disque, Diamond Dogs, proposait déjà quelques chansons dans une veine soul et funk, notamment 1984 avec sa guitare wah-wah rappelant le Theme from Shaft d'Isaac Hayes, il se plonge complètement dans ces musiques noires sur cet album. Ses biographes s'accordent à y voir le fruit d'une passion sincère plutôt que d'un calcul visant à conquérir le marché américain,,.
La chanson-titre, la première à avoir été enregistrée, constitue ainsi une véritable « déclaration d'intention » avec son glissando de piano en introduction (emprunté à I Want You Back des Jackson Five), son saxophone omniprésent et ses chœurs gospel arrangés par Luther Vandross. Ses paroles décrivent la relation compliquée d'un jeune couple au milieu d'allusions nombreuses à la vie culturelle et politique américaine, de Richard Nixon, qui vient de démissionner à la suite du scandale du Watergate, à l'émission de télévision Soul Train, en passant par les voitures Ford Mustang, Cadillac et Chrysler,.
La ballade Win présente des arrangements riches, avec l'écho appliqué au saxophone de David Sanborn et les nappes de cordes de Tony Visconti. Les chœurs, chuchotés durant la majeure partie du morceau avant l'envolée finale, y dominent la voix de Bowie qui reste dans un registre limité. Ses paroles célèbrent la réussite. Bowie affirme en 1975 l'avoir écrite comme une attaque contre la paresse et l'inaction. L'autre ballade orchestrale, Can You Hear Me, est d'abord envisagée comme un single pour Lulu avant d'être enregistrée pour Young Americans. Cette chanson d'amour, probablement dédiée à Ava Cherry, annonce dans sa grandeur les ballades de Station to Station. Matthieu Thibault lui reproche un manque d'énergie, tout comme à Somebody Up There Likes Me, la dernière ballade, dont les synthétiseurs froids constituent un autre présage de la direction prise par Bowie sur son album suivant. Ode à un leader charismatique et génial, c'est une réflexion sur le culte de la personnalité, sujet déjà abordé par le chanteur dans Diamond Dogs.

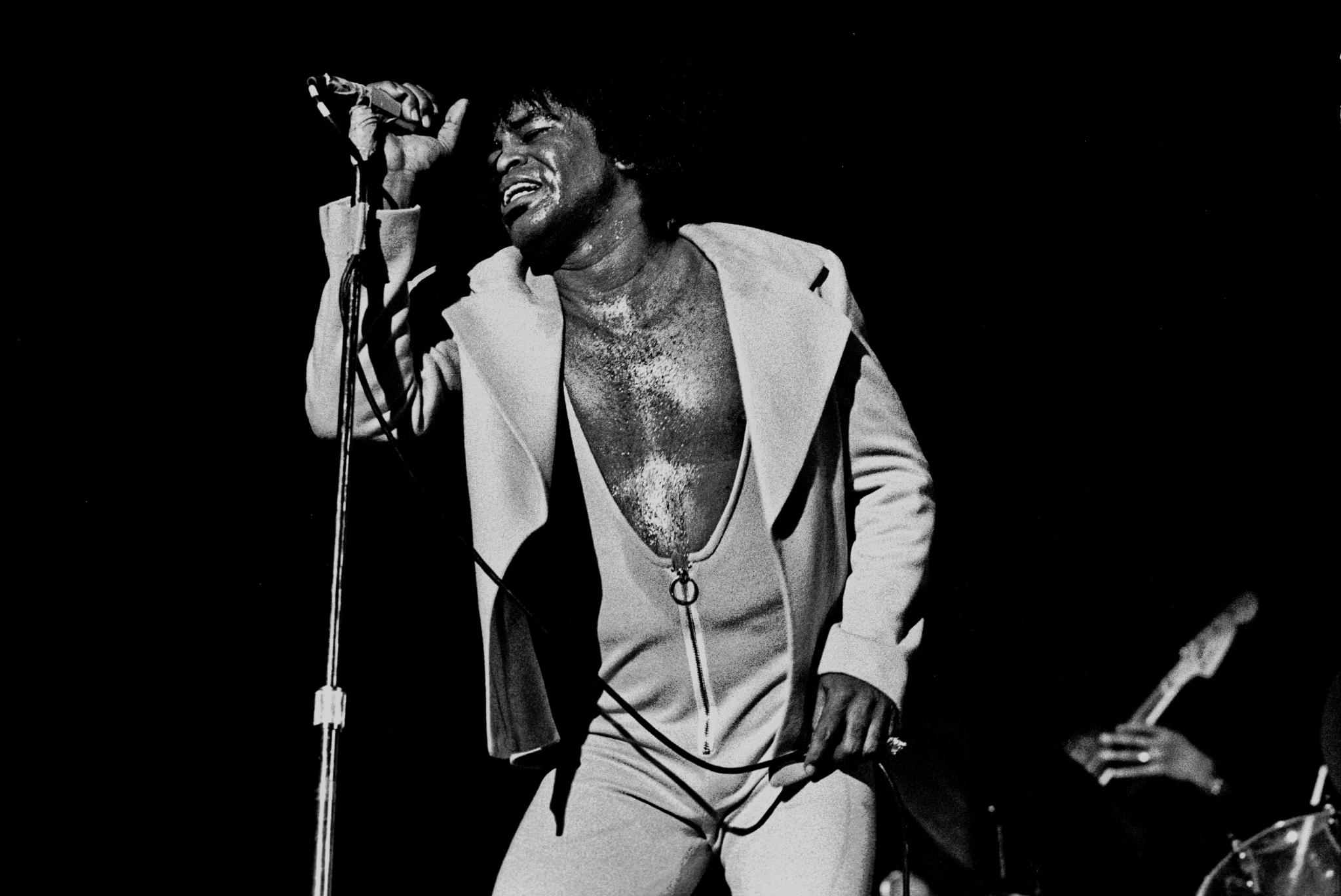
James Brown est l'une des inspirations vocales de Bowie.

Composée par Luther Vandross, Fascination constitue « l'hommage le plus assumé au Philly sound de Gamble et Huff » selon Nicholas Pegg. Elle se distingue par une grande maîtrise rythmique qui souligne le dialogue entre Bowie et ses choristes. L'autre morceau funk de l'album issu des séances aux studios Sigma Sound, Right, témoigne de l'influence de James Brown et du son du label Stax Records : la section rythmique chaloupée contraste avec le clavinet incisif de Mike Garson,.
Les deux morceaux enregistrés avec John Lennon en janvier 1975 se distinguent des autres en termes de production et d'accompagnement. La reprise de Across the Universe, avec ses arrangements grandiloquents et sa performance vocale maniérée, est souvent considérée comme l'un des points faibles de l'album, voire de toute la décennie de Bowie : « un horrible gâchis » pour Paul Trynka, qui « évoque davantage le spectacle d'une star sur le retour à Las Vegas que les hauteurs spirituelles de Lennon » pour Matthieu Thibault. Fame est quant à elle une chanson funk basique mais efficace, abondamment retravaillée en studio par Bowie qui découpe et recolle les bandes des enregistrements, avec une partie de piano repassée à l'envers dans l'introduction par Lennon. Les motifs de guitare et le chant rendent à nouveau hommage à James Brown, mais l'interprétation de Bowie fait preuve d'une plus grande distance, jouant un rôle de « crooner désabusé » qu'il reprend l'année suivante sur Station to Station.
Parmi les chansons écartées de l'album, plusieurs biographes de Bowie s'étonnent de l'abandon de John, I'm Only Dancing (Again) et It's Gonna Be Me. La première est une réinvention radicale du single de 1972, dont ne subsistent que le refrain et le thème de guitare, désormais habillés de nouvelles paroles et d'une coda funk qui lui fait dépasser les sept minutes de long. Ballade soul à la Aretha Franklin, It's Gonna Be Me est caractérisée par le piano minimaliste de Mike Garson, qui sous-tend « l'une [des] interprétations les plus réussies » de Bowie. Nicholas Pegg n'hésite pas à parler de « chef-d'œuvre oublié ». Who Can I Be Now? aborde le thème cher à Bowie de l'identité et des changements de personnalité avec une progression dramatique vers un apogée gospel. After Today, écartée tôt de l'album et publiée en 1990 dans le coffret Sound + Vision, est une chanson disco sur laquelle le chanteur adopte une voix de fausset exagérée.

### Pochette et photographie
Pour la pochette de l'album, Bowie envisage d'abord de faire appel au peintre Norman Rockwell, mais il y renonce en apprenant qu'il lui faudrait au moins six mois pour réaliser son portrait. En fin de compte, c'est une photographie du chanteur prise par Eric Stephen Jacobs le 30 août 1974 qui est choisie. Retouchée à l'aérographe, elle montre en gros plan le visage de Bowie, les bras croisés devant le menton, une cigarette allumée à la main. Le tout est conçu pour rappeler l'esthétique de l'âge d'or d'Hollywood. Cette photo s'inspire fortement d'un portrait de Toni Basil réalisé par Jacobs pour la couverture du magazine After Dark (en) qui reprenait les mêmes codes : éclairage par l'arrière, cigarette allumée, bijoux étincelants. Pour Matthieu Thibault, cette pochette « s'adapte parfaitement au style factice de la musique par la pose de star hollywoodienne apprêtée et faussement nonchalante » de Bowie.

## Fiche technique

### Chansons

#### Album original
Toutes les chansons sont écrites et composées par David Bowie, sauf mention contraire.
| 1. | Young Americans |                              | 5:10 |
| 2. | Win             |                              | 4:44 |
| 3. | Fascination     | David Bowie, Luther Vandross | 5:43 |
| 4. | Right           |                              | 4:13 |

| 5. | Somebody Up There Likes Me |                                         | 6:30 |
| 6. | Across the Universe        | John Lennon, Paul McCartney             | 4:30 |
| 7. | Can You Hear Me            |                                         | 5:04 |
| 8. | Fame                       | David Bowie, John Lennon, Carlos Alomar | 4:12 |

#### Rééditions
En 1991, Young Americans est réédité au format CD par Rykodisc/EMI avec les trois chansons écartées de l'album au dernier moment pour laisser place à Across the Universe et Fame. Cette édition présente également des mixages différents des chansons Win, Fascination et Right, tandis que les rééditions CD ultérieures reprennent les mixages de l'album original.
| 9.  | Who Can I Be Now? (inédite)                                | 4:36 |
| 10. | It's Gonna Be Me (inédite)                                 | 6:27 |
| 11. | John, I'm Only Dancing (Again) (publiée en single en 1979) | 6:57 |

Une « édition spéciale » de Young Americans paraît en 2007. Elle comprend un DVD bonus avec des mixages en multicanal 5.1 de l'album, ainsi que des extraits vidéos du passage de Bowie dans l'émission de télévision américaine The Dick Cavett Show du 4 décembre 1974.
| 9.  | John, I'm Only Dancing (Again) (mixage stéréo)                    | 7:03  |
| 10. | Who Can I Be Now? (mixage stéréo)                                 | 4:40  |
| 11. | It's Gonna Be Me (mixage stéréo, version alternative avec cordes) | 6:28  |
| 12. | 1984 (version du Dick Cavett Show)                                | 3:07  |
| 13. | Young Americans (version du Dick Cavett Show)                     | 5:11  |
| 14. | Dick Cavett Interviews David Bowie                                | 16:03 |

En 2016, le coffret rétrospectif Who Can I Be Now? (1974–1976) inclut une reconstruction de l'album The Gouster tel qu'il était envisagé avant les séances de janvier 1975.
| 1. | John, I'm Only Dancing (Again) (déjà parue en single en 1979 et sur la réédition de 1991) | 7:01 |
| 2. | Somebody Up There Likes Me (version alternative inédite)                                  | 6:32 |
| 3. | It's Gonna Be Me (déjà parue sur la réédition de 1991)                                    | 6:30 |
| 4. | Who Can I Be Now? (déjà parue sur la réédition de 1991)                                   | 4:42 |
| 5. | Can You Hear Me (version alternative inédite)                                             | 5:24 |
| 6. | Young Americans (identique à la version de l'album final)                                 | 5:17 |
| 7. | Right (version alternative inédite)                                                       | 4:40 |

### Interprètes
| La majorité de l'album est enregistrée par : - David Bowie : chant, guitare, piano - Carlos Alomar : guitare - Willie Weeks : basse - Mike Garson : piano - David Sanborn : saxophone - Andy Newmark : batterie - Larry Washington : congas - Pablo Rosario : percussions - Ava Cherry, Robin Clark, Luther Vandross, Anthony Hinton, Diane Sumler, Warren Peace : chœurs | Sur Across the Universe et Fame, Bowie est accompagné des musiciens suivants : - John Lennon : guitare, chœurs - Earl Slick : guitare - Emir Ksasan : basse - Dennis Davis : batterie - Ralph MacDonald : percussions - Jean Fineberg, Jean Millington : chœurs |

### Équipe de production
- Tony Visconti : production (sauf Across the Universe et Fame)
- Harry Maslin : production (Across the Universe et Fame)
- David Bowie : production (Across the Universe et Fame)

### Classements et certifications
| Pays (classement)             | Meilleure position |
| ----------------------------- | ------------------ |
| Australie (Kent Music Report) | 9                  |
| Canada (RPM)                  | 17                 |
| États-Unis (Billboard 200)    | 9                  |
| Nouvelle-Zélande (RIANZ)      | 3                  |
| Norvège (VG-lista)            | 13                 |
| Royaume-Uni (UK Albums Chart) | 2                  |
| Suède (Sverigetopplistan)     | 5                  |

| Pays                  | Certification | Date             | Ventes certifiées |
| --------------------- | ------------- | ---------------- | ----------------- |
| Canada (Music Canada) | Or            | 1er janvier 1976 | 50 000            |
| États-Unis (RIAA)     | Or            | 2 juillet 1975   | 500 000           |
| Royaume-Uni (BPI)     | Or            | 1er avril 2016   | 100 000           |